# Бюэш
Бюэш (фр. Buëch, Бюеш — фр. Buech) — река на юго-востоке Франции, в регионе Прованс — Альпы — Лазурный Берег. Бюэш является правым притоком реки Дюранс. Длина — 85,2 км, площадь бассейна — 1490 км², расход воды — 23 м³/с.
Бюэш входит в состав бассейна реки Рона.
Основным правым притоком Бюэша является река Меуж, левым — Малый Бюэш. Из-за того, что существует река под названием Малый Бюэш, иногда Бюэш называют «Большой Бюэш».
Бюэш берёт начало в Альпах Дофине, в департаменте Дром (Рона — Альпы). Затем продолжает течь в Верхних Альпах, держа курс на юг. В конце своего пути начинает немного уклоняться в сторону юго-востока, расширяется и после этого в коммуне Систерон впадает в Дюранс. Высота устья — 470 м над уровнем моря.